# FIFA-Konföderationen-Pokal 2003/Spiele
Diese Seite enthält alle Spiele des FIFA-Konföderationen-Pokals FIFA-Konföderationen-Pokal 2003 in Frankreich mit statistischen Details.

## Gruppe A
| Pl. | Land       | Sp. | S | U | N | Tore    | Diff. | Punkte |
| --- | ---------- | --- | - | - | - | ------- | ----- | ------ |
| 1.  | Frankreich | 3   | 3 | 0 | 0 | 008:100 | +7    | 09     |
| 2.  | Kolumbien  | 3   | 2 | 0 | 1 | 004:200 | +2    | 06     |
| 3.  | Japan      | 3   | 1 | 0 | 2 | 004:300 | +1    | 03     |
| 4.  | Neuseeland | 3   | 0 | 0 | 3 | 001:110 | −10   | 0      |

### Neuseeland – Japan 0:3 (0:1)
| Neuseeland                                                            | Neuseeland | Japan | Japan |
| --------------------------------------------------------------------- | --- | --- | ----- |
| Neuseeland                                                            | \| Mittwoch, 18. Juni 2003 um 18:00 Uhr in Saint-Denis (Stade de France) \| \| Zuschauer: 36.036 \| \| Schiedsrichter: Coffi Codjia ( Benin) \| | \| Mittwoch, 18. Juni 2003 um 18:00 Uhr in Saint-Denis (Stade de France) \| \| Zuschauer: 36.036 \| \| Schiedsrichter: Coffi Codjia ( Benin) \|                                                                    | Japan |
| Neuseeland                                                            | Michael Utting – Duncan Oughton, Chris Zoricich , Ryan Nelsen, Gerard Davis, – Ivan Vicelich, Simon Elliott, Aaran Lines (70. Noah Hickey), Mark Burton (73. Chris Jackson) – Vaughan Coveny, Chris Killen (79. Christian Bouckenooghe) Cheftrainer: Mick Waitt | Seigō Narazaki – Tsuneyasu Miyamoto, Nobuhisa Yamada, Keisuke Tsuboi, Jun’ichi Inamoto – Alex, Yasuhito Endō, Shunsuke Nakamura, Hidetoshi Nakata – Naohiro Takahara, Yoshito Ōkubo Cheftrainer: Zico ( Brasilien) | Japan |
| Neuseeland                                                            | 0:1 Nakamura (12.) 0:2 H. Nakata (65.) 0:3 Nakamura (75.) | | Japan |
| Neuseeland                                                            | Oughton (72.) | Alex (6.), Inamoto (37.) | Japan |
| Mittwoch, 18. Juni 2003 um 18:00 Uhr in Saint-Denis (Stade de France) | | |       |
| Zuschauer: 36.036                                                     | | |       |
| Schiedsrichter: Coffi Codjia ( Benin)                                 | | |       |

### Frankreich – Kolumbien 1:0 (1:0)
| Frankreich                                                   | Frankreich | Kolumbien | Kolumbien |
| ------------------------------------------------------------ | --- | --- | --------- |
| Frankreich                                                   | \| Mittwoch, 18. Juni 2003 um 21:00 Uhr in Lyon (Stade Gerland) \| \| Zuschauer: 38.541 \| \| Schiedsrichter: Lucílio Batista ( Portugal) \| | \| Mittwoch, 18. Juni 2003 um 21:00 Uhr in Lyon (Stade Gerland) \| \| Zuschauer: 38.541 \| \| Schiedsrichter: Lucílio Batista ( Portugal) \| | Kolumbien |
| Frankreich                                                   | Grégory Coupet – Lilian Thuram, Marcel Desailly , Philippe Mexès, Bixente Lizarazu – Sylvain Wiltord, Benoît Pedretti, Olivier Dacourt, Olivier Kapo (61. Robert Pires) – Djibril Cissé (76. Sidney Govou), Thierry Henry (84. Steve Marlet) Cheftrainer: Jacques Santini | Óscar Córdoba – Gonzalo Martínez (90.+2' Gerardo Vallejo), Mario Yepes, Iván Córdoba , Gerardo Bedoya – Jairo Patiño (66. Eudalio Arriaga), Rubén Darío Velázquez, Jorge López Caballero, Giovanni Hernández – Víctor Aristizábal, Elson Becerra Cheftrainer: Francisco Maturana | Kolumbien |
| Frankreich                                                   | 1:0 Henry (39., Elfm.) | | Kolumbien |
| Frankreich                                                   | Mexès (10.), Henry (24.), Lizarazu (90.+3'), Thuram (90.+4') | Caballero (6.), Velázquez (38.), Becerra (78.), I. Córdoba (89.), Aristizábal (90.+4') | Kolumbien |
| Mittwoch, 18. Juni 2003 um 21:00 Uhr in Lyon (Stade Gerland) | | |           |
| Zuschauer: 38.541                                            | | |           |
| Schiedsrichter: Lucílio Batista ( Portugal)                  | | |           |

### Kolumbien – Neuseeland 3:1 (0:1)
| Kolumbien                                                   | Kolumbien | Neuseeland | Neuseeland |
| ----------------------------------------------------------- | --- | --- | ---------- |
| Kolumbien                                                   | \| Freitag, 20. Juni 2003 um 19:00 Uhr in Lyon (Stade Gerland) \| \| Zuschauer: 22.811 \| \| Schiedsrichter: Carlos Batres ( Guatemala) \| | \| Freitag, 20. Juni 2003 um 19:00 Uhr in Lyon (Stade Gerland) \| \| Zuschauer: 22.811 \| \| Schiedsrichter: Carlos Batres ( Guatemala) \|                                                                         | Neuseeland |
| Kolumbien                                                   | Óscar Córdoba – Iván Córdoba , Mario Yepes, Gerardo Bedoya (77. Eudalio Arriaga), Gonzalo Martínez – Elkin Murillo, (46. Arnulfo Valentierra), Rubén Darío Velázquez (8. Jairo Patiño), Giovanni Hernández, Jorge López Caballero – Víctor Aristizábal, Elson Becerra Cheftrainer: Francisco Maturana | Michael Utting – Duncan Oughton, Danny Hay, Ryan Nelsen , Gerard Davis – Ivan Vicelich, Raffaele de Gregorio, Simon Elliott, Noah Hickey – Chris Killen, Vaughan Coveny (83. Shane Smeltz) Cheftrainer: Mick Waitt | Neuseeland |
| Kolumbien                                                   | 1:1 Caballero (58.) 2:1 Yepes (75.) 3:1 Hernández (85.) | 0:1 de Gregorio (27.) | Neuseeland |
| Kolumbien                                                   | Martínez (16.), Becerra (40.), I. Córdoba (60.) | Hickey (33.), Nelsen (38.), Killen (60.), Utting (66.) | Neuseeland |
| Kolumbien                                                   | Killen (68.) | | Neuseeland |
| Freitag, 20. Juni 2003 um 19:00 Uhr in Lyon (Stade Gerland) | | |            |
| Zuschauer: 22.811                                           | | |            |
| Schiedsrichter: Carlos Batres ( Guatemala)                  | | |            |

### Frankreich – Japan 2:1 (1:0)
| Frankreich                                                                     | Frankreich | Japan | Japan |
| ------------------------------------------------------------------------------ | --- | --- | ----- |
| Frankreich                                                                     | \| Freitag, 20. Juni 2003 um 21:00 Uhr in Saint-Étienne (Stade Geoffroy-Guichard) \| \| Zuschauer: 33.070 \| \| Schiedsrichter: Mark Shield ( Australien) \| | \| Freitag, 20. Juni 2003 um 21:00 Uhr in Saint-Étienne (Stade Geoffroy-Guichard) \| \| Zuschauer: 33.070 \| \| Schiedsrichter: Mark Shield ( Australien) \|                                                                                                 | Japan |
| Frankreich                                                                     | Fabien Barthez – Willy Sagnol, William Gallas, Jean-Alain Boumsong, Mikaël Silvestre – Jérôme Rothen (67. Sylvain Wiltord), Ousmane Dabo, Olivier Dacourt (58. Benoît Pedretti), Robert Pires – Sidney Govou, Steve Marlet (80. Thierry Henry) Cheftrainer: Jacques Santini | Seigō Narazaki – Nobuhisa Yamada, Keisuke Tsuboi, Tsuneyasu Miyamoto, Alex – Hidetoshi Nakata , Jun’ichi Inamoto (74. Kōji Nakata), Yasuhito Endō, Shunsuke Nakamura (81. Mitsuo Ogasawara) – Naohiro Takahara, Yoshito Ōkubo Cheftrainer: Zico ( Brasilien) | Japan |
| Frankreich                                                                     | 1:0 Pires (43., Elfm.) 2:1 Govou (65.) | 1:1 Nakamura (59.) | Japan |
| Frankreich                                                                     | Govou (21.) | Ōkubo (33.), Inamoto (42.) | Japan |
| Frankreich                                                                     | Sagnol (90.) | | Japan |
| Freitag, 20. Juni 2003 um 21:00 Uhr in Saint-Étienne (Stade Geoffroy-Guichard) | | |       |
| Zuschauer: 33.070                                                              | | |       |
| Schiedsrichter: Mark Shield ( Australien)                                      | | |       |

### Frankreich – Neuseeland 5:0 (2:0)
| Frankreich                                                           | Frankreich | Neuseeland | Neuseeland |
| -------------------------------------------------------------------- | --- | --- | ---------- |
| Frankreich                                                           | \| Sonntag, 22. Juni 2003 um 21:00 Uhr in Saint-Denis (Stade de France) \| \| Zuschauer: 36.842 \| \| Schiedsrichter: Masoud Moradi ( Iran) \| | \| Sonntag, 22. Juni 2003 um 21:00 Uhr in Saint-Denis (Stade de France) \| \| Zuschauer: 36.842 \| \| Schiedsrichter: Masoud Moradi ( Iran) \| | Neuseeland |
| Frankreich                                                           | Mickaël Landreau – Lilian Thuram, Philippe Mexès, Marcel Desailly , Bixente Lizarazu – Sylvain Wiltord (76. Robert Pires), Benoît Pedretti (21. Ousmane Dabo), Olivier Kapo, Ludovic Giuly – Djibril Cissé, Thierry Henry (74. Steve Marlet) Cheftrainer: Jacques Santini | Michael Utting – Gerard Davis, Chris Zoricich (73. Duncan Oughton), Danny Hay (81. Scott Smith), Ryan Nelsen – Noah Hickey, Mark Burton (69. Chris Jackson), Raffaele de Gregorio, Simon Elliott – Christian Bouckenooghe, Vaughan Coveny Cheftrainer: Mick Waitt | Neuseeland |
| Frankreich                                                           | 1:0 Kapo (17.) 2:0 Henry (20.) 3:0 Cissé (71.) 4:0 Giuly (90.+1') 5:0 Pires (90.+3') | | Neuseeland |
| Sonntag, 22. Juni 2003 um 21:00 Uhr in Saint-Denis (Stade de France) | | |            |
| Zuschauer: 36.842                                                    | | |            |
| Schiedsrichter: Masoud Moradi ( Iran)                                | | |            |

### Japan – Kolumbien 0:1 (0:0)
| Japan                                                                         | Japan | Kolumbien | Kolumbien |
| ----------------------------------------------------------------------------- | --- | --- | --------- |
| Japan                                                                         | \| Sontag, 22. Juni 2003 um 21:00 Uhr in Saint-Étienne (Stade Geoffroy-Guichard) \| \| Zuschauer: 24.541 \| \| Schiedsrichter: Jorge Larrionda ( Uruguay) \| | \| Sontag, 22. Juni 2003 um 21:00 Uhr in Saint-Étienne (Stade Geoffroy-Guichard) \| \| Zuschauer: 24.541 \| \| Schiedsrichter: Jorge Larrionda ( Uruguay) \| | Kolumbien |
| Japan                                                                         | Seigō Narazaki – Nobuhisa Yamada, Keisuke Tsuboi, Tsuneyasu Miyamoto, Alessandro Santos – Kōji Nakata, Hidetoshi Nakata , Mitsuo Ogasawara (74. Daisuke Matsui), Yasuhito Endō (85. Daisuke Oku) – Naohiro Takahara, Yoshito Ōkubo, (66. Yūichirō Nagai) Cheftrainer: Zico ( Brasilien) | Óscar Córdoba – Jose Mera, Mario Yepes , Gerardo Bedoya, Gonzalo Martínez – Oscar Diaz (46. Arnulfo Valentierra), Jairo Patiño, Giovanni Hernández, Jorge López Caballero – Víctor Aristizábal, Eudalio Arriaga (76. Gerardo Vallejo) Cheftrainer: Francisco Maturana | Kolumbien |
| Japan                                                                         | 0:1 Hernández (68.) | | Kolumbien |
| Japan                                                                         | Yamada (11.), H. Nakata (82.), Matsui (87.) | Mera (5.) | Kolumbien |
| Sontag, 22. Juni 2003 um 21:00 Uhr in Saint-Étienne (Stade Geoffroy-Guichard) | | |           |
| Zuschauer: 24.541                                                             | | |           |
| Schiedsrichter: Jorge Larrionda ( Uruguay)                                    | | |           |

## Gruppe B
| Pl. | Land      | Sp. | S | U | N | Tore    | Diff. | Punkte |
| --- | --------- | --- | - | - | - | ------- | ----- | ------ |
| 1.  | Kamerun   | 3   | 2 | 1 | 0 | 002:000 | +2    | 07     |
| 2.  | Türkei    | 3   | 1 | 1 | 1 | 004:400 | ±0    | 04     |
| 3.  | Brasilien | 3   | 1 | 1 | 1 | 003:300 | ±0    | 04     |
| 4.  | USA       | 3   | 0 | 1 | 2 | 001:300 | −2    | 01     |

### Türkei – USA 2:1 (1:1)
| Türkei                                                                            | Türkei | USA | USA |
| --------------------------------------------------------------------------------- | --- | --- | --- |
| Türkei                                                                            | \| Donnerstag, 19. Juni 2003 um 19:00 Uhr in Saint-Étienne (Stade Geoffroy-Guichard) \| \| Zuschauer: 16.944 \| \| Schiedsrichter: Jorge Larrionda ( Uruguay) \|                                                                                                   | \| Donnerstag, 19. Juni 2003 um 19:00 Uhr in Saint-Étienne (Stade Geoffroy-Guichard) \| \| Zuschauer: 16.944 \| \| Schiedsrichter: Jorge Larrionda ( Uruguay) \|                                                                                            | USA |
| Türkei                                                                            | Ömer Çatkıç – Fatih Sonkaya, Alpay Özalan, Bülent Korkmaz , İbrahim Üzülmez, Ahmet Yıldırım (42. Ergün Penbe) – Gökdeniz Karadeniz, Volkan Arslan, Selçuk Şahin – Tuncay Şanlı (80. İbrahim Toraman), Okan Yılmaz (90.+2' Hüseyin Kartal) Cheftrainer: Şenol Güneş | Tim Howard – Gregg Berhalter (79. Taylor Twellman), Danny Califf, Frankie Hejduk , Greg Vanney – Chris Armas, DaMarcus Beasley, Bobby Convey, Eddie Lewis (72. Earnie Stewart) – Landon Donovan, Jovan Kirovski (59. Clint Mathis) Cheftrainer: Bruce Arena | USA |
| Türkei                                                                            | 1:1 Yılmaz (39., Elfm.) 2:1 Şanlı (70.) | 0:1 Beasley (36.) | USA |
| Türkei                                                                            | Üzülmez (67.) | Berhalter (22.), Donovan (39.), Califf (42.), Vanney (55.) | USA |
| Donnerstag, 19. Juni 2003 um 19:00 Uhr in Saint-Étienne (Stade Geoffroy-Guichard) | | |     |
| Zuschauer: 16.944                                                                 | | |     |
| Schiedsrichter: Jorge Larrionda ( Uruguay)                                        | | |     |

### Brasilien – Kamerun 0:1 (0:0)
| Brasilien                                                               | Brasilien | Kamerun | Kamerun |
| ----------------------------------------------------------------------- | --- | --- | ------- |
| Brasilien                                                               | \| Donnerstag, 19. Juni 2003 um 21:00 Uhr in Saint-Denis (Stade de France) \| \| Zuschauer: 46.719 \| \| Schiedsrichter: Walentin Iwanow ( Russland) \|                                              | \| Donnerstag, 19. Juni 2003 um 21:00 Uhr in Saint-Denis (Stade de France) \| \| Zuschauer: 46.719 \| \| Schiedsrichter: Walentin Iwanow ( Russland) \| | Kamerun |
| Brasilien                                                               | Dida – Juliano Belletti, Juan, Lúcio, Kleber – Emerson – Kléberson (80. Adriano Gabiru), Ricardinho – Ronaldinho – Gil, Adriano, (66. Ilan Araújo) Cheftrainer: Carlos Alberto Parreira ( Brasilien) | Carlos Kameni – Jean-Joël Perrier-Doumbé, Lucien Mettomo, Rigobert Song , Bill Tchato – Geremi Njitap, Éric Djemba-Djemba, Marc-Vivien Foé (64. Timothée Atouba), Modeste M’Bami – Mohamadou Idrissou (67. Joseph-Désiré Job), Samuel Eto’o (90.+2' Pius N’Diefi) Cheftrainer: Winfried Schäfer ( Deutschland) | Kamerun |
| Brasilien                                                               | 0:1 Eto’o (83.) | | Kamerun |
| Brasilien                                                               | Emerson (52.) | Djemba-Djemba (49.) | Kamerun |
| Donnerstag, 19. Juni 2003 um 21:00 Uhr in Saint-Denis (Stade de France) | | |         |
| Zuschauer: 46.719                                                       | | |         |
| Schiedsrichter: Walentin Iwanow ( Russland)                             | | |         |

### Kamerun – Türkei 1:0 (0:0)
| Kamerun                                                                | Kamerun | Türkei | Türkei |
| ---------------------------------------------------------------------- | --- | --- | ------ |
| Kamerun                                                                | \| Sonnabend, 21. Juni 2003 um 19:00 Uhr in Saint-Denis (Stade de France) \| \| Zuschauer: 43.743 \| \| Schiedsrichter: Carlos Amarilla ( Paraguay) \| | \| Sonnabend, 21. Juni 2003 um 19:00 Uhr in Saint-Denis (Stade de France) \| \| Zuschauer: 43.743 \| \| Schiedsrichter: Carlos Amarilla ( Paraguay) \|                                                                                                   | Türkei |
| Kamerun                                                                | Carlos Kameni – Jean-Joël Perrier-Doumbé, Lucien Mettomo, Rigobert Song , Bill Tchato (78. Valéry Mezague) – Geremi Njitap, Éric Djemba-Djemba (70. Timothée Atouba), Marc-Vivien Foé, Modeste M’Bami – Mohamadou Idrissou (56. Joseph-Désiré Job), Samuel Eto’o Cheftrainer: Winfried Schäfer ( Deutschland) | Rüştü Reçber – Deniz Barış, Fatih Akyel, Servet Çetin, Ergün Penbe – İbrahim Toraman, Volkan Arslan (60. Gökdeniz Karadeniz), Selçuk Şahin, Yıldıray Baştürk – Okan Yılmaz (76. Necati Ateş), Tuncay Şanlı (89. Hüseyin Kartal) Cheftrainer: Şenol Güneş | Türkei |
| Kamerun                                                                | 1:0 Geremi (90.+1', Elfm.) | | Türkei |
| Kamerun                                                                | Song (45.+1'), Foé (75.), Mézague (80.) | Çetin (32.), Baştürk (45.+1') | Türkei |
| Sonnabend, 21. Juni 2003 um 19:00 Uhr in Saint-Denis (Stade de France) | | |        |
| Zuschauer: 43.743                                                      | | |        |
| Schiedsrichter: Carlos Amarilla ( Paraguay)                            | | |        |

### Brasilien – USA 1:0 (1:0)
| Brasilien                                                     | Brasilien | USA | USA |
| ------------------------------------------------------------- | --- | --- | --- |
| Brasilien                                                     | \| Sonnabend, 21. Juni 2003 um 21:00 Uhr in Lyon (Stade Gerland) \| \| Zuschauer: 20.306 \| \| Schiedsrichter: Lucílio Batista ( Portugal) \|                                                             | \| Sonnabend, 21. Juni 2003 um 21:00 Uhr in Lyon (Stade Gerland) \| \| Zuschauer: 20.306 \| \| Schiedsrichter: Lucílio Batista ( Portugal) \| | USA |
| Brasilien                                                     | Dida – Juliano Belletti (70. Maurinho), Juan, Lúcio, Kleber – Emerson – Kléberson, Ricardinho – Alex (73. Gil) – Ronaldinho, Adriano, (89. Ilan Araújo) Cheftrainer: Carlos Alberto Parreira ( Brasilien) | Tim Howard – Steven Cherundolo, Gregg Berhalter, Carlos Bocanegra, Cory Gibbs (78. Bobby Convey) – DaMarcus Beasley, Pablo Mastroeni (84. Taylor Twellman), Earnie Stewart , Chris Klein, (57. Eddie Lewis) – Landon Donovan, Clint Mathis Cheftrainer: Bruce Arena | USA |
| Brasilien                                                     | 1:0 Adriano (22.) | | USA |
| Brasilien                                                     | Belletti (69.), Gil (89.) | Cherundolo (63.), Stewart (72.), Bocanegra (79.) | USA |
| Sonnabend, 21. Juni 2003 um 21:00 Uhr in Lyon (Stade Gerland) | | |     |
| Zuschauer: 20.306                                             | | |     |
| Schiedsrichter: Lucílio Batista ( Portugal)                   | | |     |

### Brasilien – Türkei 2:2 (1:0)
| Brasilien                                                                     | Brasilien | Türkei | Türkei |
| ----------------------------------------------------------------------------- | --- | --- | ------ |
| Brasilien                                                                     | \| Montag, 23. Juni 2003 um 21:00 Uhr in Saint-Étienne (Stade Geoffroy-Guichard) \| \| Zuschauer: 29.170 \| \| Schiedsrichter: Markus Merk ( Deutschland) \|                                     | \| Montag, 23. Juni 2003 um 21:00 Uhr in Saint-Étienne (Stade Geoffroy-Guichard) \| \| Zuschauer: 29.170 \| \| Schiedsrichter: Markus Merk ( Deutschland) \|                                                                                                   | Türkei |
| Brasilien                                                                     | Dida – Maurinho, Juan, Lúcio, Gilberto (72. Kleber) – Emerson – Kléberson, Ricardinho (64. Alex) – Ronaldinho – Adriano, Ilan Araújo (62. Gil) Cheftrainer: Carlos Alberto Parreira ( Brasilien) | Rüştü Reçber – Fatih Akyel, Alpay Özalan, Bülent Korkmaz , İbrahim Üzülmez – Gökdeniz Karadeniz, Selçuk Şahin, Ergün Penbe (73. İbrahim Toraman), Volkan Arslan (36. Okan Yılmaz / 87. Serkan Balcı) – Yıldıray Baştürk, Tuncay Şanlı Cheftrainer: Şenol Güneş | Türkei |
| Brasilien                                                                     | 1:0 Adriano (23.) 2:2 Alex (90.+3') | 1:1 Karadeniz (53.) 1:2 Yılmaz (81.) | Türkei |
| Brasilien                                                                     | Gilberto (58.), Lúcio (62.), Ronaldinho (75.), Alex (89.) | Korkmaz (64.), Reçber (90.+3') | Türkei |
| Brasilien                                                                     | Ronaldinho (90.+3') | | Türkei |
| Montag, 23. Juni 2003 um 21:00 Uhr in Saint-Étienne (Stade Geoffroy-Guichard) | | |        |
| Zuschauer: 29.170                                                             | | |        |
| Schiedsrichter: Markus Merk ( Deutschland)                                    | | |        |

### USA – Kamerun 0:0
| USA                                                        | USA | Kamerun | Kamerun |
| ---------------------------------------------------------- | --- | --- | ------- |
| USA                                                        | \| Montag, 23. Juni 2003 um 21:00 Uhr in Lyon (Stade Gerland) \| \| Zuschauer: 19.206 \| \| Schiedsrichter: Mark Shield ( Australien) \| | \| Montag, 23. Juni 2003 um 21:00 Uhr in Lyon (Stade Gerland) \| \| Zuschauer: 19.206 \| \| Schiedsrichter: Mark Shield ( Australien) \| | Kamerun |
| USA                                                        | Tim Howard – Steven Cherundolo, Carlos Bocanegra, Chris Armas , Danny Califf – Bobby Convey, Eddie Lewis (82. DaMarcus Beasley), Kyle Martino (55. Landon Donovan), Cory Gibbs – Jovan Kirovski (70. Earnie Stewart), Clint Mathis Cheftrainer: Bruce Arena | Eric Kwekeu – Ngassam Falemi, Lucien Mettomo , Pierre Njanka, Timothée Atouba – Joël Epalle, Achille Emana, Gustave Bahoken (83. Geremi), Válery Mézague (75. Modeste M’Bami) – Mohamadou Idrissou, Joseph-Désiré Job (75. Samuel Eto’o) Cheftrainer: Winfried Schäfer ( Deutschland) | Kamerun |
| USA                                                        | Convey (82.) | Atouba (53.) | Kamerun |
| Montag, 23. Juni 2003 um 21:00 Uhr in Lyon (Stade Gerland) | | |         |
| Zuschauer: 19.206                                          | | |         |
| Schiedsrichter: Mark Shield ( Australien)                  | | |         |

## Halbfinale

### Kamerun – Kolumbien 1:0 (1:0)
| Kamerun                                                        | Kamerun | Kolumbien | Kolumbien |
| -------------------------------------------------------------- | --- | --- | --------- |
| Kamerun                                                        | \| Donnerstag, 26. Juni 2003 um 18:00 Uhr in Lyon (Stade Gerland) \| \| Zuschauer: 12.352 \| \| Schiedsrichter: Markus Merk ( Deutschland) \| | \| Donnerstag, 26. Juni 2003 um 18:00 Uhr in Lyon (Stade Gerland) \| \| Zuschauer: 12.352 \| \| Schiedsrichter: Markus Merk ( Deutschland) \| | Kolumbien |
| Kamerun                                                        | Carlos Kameni – Pierre Njanka, Lucien Mettomo, Rigobert Song , Bill Tchato – Geremi Njitap, Éric Djemba-Djemba, Marc-Vivien Foé (75. Valéry Mezague), Modeste M’Bami – Mohamadou Idrissou (90. Ngassam Falemi), Pius N’Diefi (74. Timothée Atouba) Cheftrainer: Winfried Schäfer ( Deutschland) | Óscar Córdoba – Gonzalo Martínez, Mario Yepes, Iván Córdoba , Gerardo Bedoya (70. Elkin Murillo) – Jairo Patiño, Jorge López Caballero, Giovanni Hernández, Rubén Darío Velázquez (46. Elson Becerra), Arnulfo Valentierra – Víctor Aristizábal Cheftrainer: Francisco Maturana | Kolumbien |
| Kamerun                                                        | 1:0 Pius N'Diefi (9.) | | Kolumbien |
| Kamerun                                                        | Foé (23.), Kameni (37.), Tchato (43.), Djemba-Djemba (77.) | I. Córdoba (49.), Ó. Córdoba (55.) | Kolumbien |
| Kamerun                                                        | Tchato (69.) | | Kolumbien |
| Donnerstag, 26. Juni 2003 um 18:00 Uhr in Lyon (Stade Gerland) | | |           |
| Zuschauer: 12.352                                              | | |           |
| Schiedsrichter: Markus Merk ( Deutschland)                     | | |           |

### Frankreich – Türkei 3:2 (3:1)
| Frankreich                                                              | Frankreich | Türkei | Türkei |
| ----------------------------------------------------------------------- | --- | --- | ------ |
| Frankreich                                                              | \| Donnerstag, 26. Juni 2003 um 21:00 Uhr in Saint-Denis (Stade de France) \| \| Zuschauer: 41.195 \| \| Schiedsrichter: Jorge Larrionda ( Uruguay) \| | \| Donnerstag, 26. Juni 2003 um 21:00 Uhr in Saint-Denis (Stade de France) \| \| Zuschauer: 41.195 \| \| Schiedsrichter: Jorge Larrionda ( Uruguay) \| | Türkei |
| Frankreich                                                              | Grégory Coupet – Lilian Thuram, William Gallas, Marcel Desailly , Mikaël Silvestre – Sylvain Wiltord (78. Ludovic Giuly), Olivier Dacourt, Benoît Pedretti, Robert Pires (70. Olivier Kapo) – Sidney Govou (66. Djibril Cissé), Thierry Henry Cheftrainer: Jacques Santini | Rüştü Reçber (36. Ömer Çatkıç) – İbrahim Üzülmez, Bülent Korkmaz , Fatih Akyel, Alpay Özalan – Ergün Penbe, Gökdeniz Karadeniz, Selçuk Şahin (85. Volkan Arslan), Yıldıray Baştürk (81. Necati Ateş) – Okan Yılmaz, Tuncay Şanlı Cheftrainer: Şenol Güneş | Türkei |
| Frankreich                                                              | 1:0 Henry (11.) 2:0 Pires (26.) 3:1 Wiltord (43.) | 2:1 Karadeniz (42.) 3:2 Şanlı (48.) | Türkei |
| Frankreich                                                              | Pedretti (6.), Silvestre (44.), Kapo (75.), Giuly (82.) | Akyel (35.), Korkmaz (75.) | Türkei |
| Donnerstag, 26. Juni 2003 um 21:00 Uhr in Saint-Denis (Stade de France) | | |        |
| Zuschauer: 41.195                                                       | | |        |
| Schiedsrichter: Jorge Larrionda ( Uruguay)                              | | |        |

## Spiel um Platz 3

### Kolumbien – Türkei 1:2 (0:1)
| Kolumbien                                                                        | Kolumbien | Türkei | Türkei |
| -------------------------------------------------------------------------------- | --- | --- | ------ |
| Kolumbien                                                                        | \| Sonnabend, 28. Juni 2003 um 18:00 Uhr in Saint-Étienne (Stade Geoffroy-Guichard) \| \| Zuschauer: 18.237 \| \| Schiedsrichter: Mark Shield ( Australien) \| | \| Sonnabend, 28. Juni 2003 um 18:00 Uhr in Saint-Étienne (Stade Geoffroy-Guichard) \| \| Zuschauer: 18.237 \| \| Schiedsrichter: Mark Shield ( Australien) \|                                                                                         | Türkei |
| Kolumbien                                                                        | Óscar Córdoba – Gonzalo Martínez, Mario Yepes, Iván Córdoba , Gerardo Bedoya – Jairo Patiño, Jorge López Caballero (28. Arnulfo Valentierra), Giovanni Hernández, Rubén Darío Velázquez – Víctor Aristizábal, Elson Becerra (41. Eudalio Arriaga) Cheftrainer: Francisco Maturana | Ömer Çatkıç – Fatih Sonkaya (60. Selçuk Şahin), Servet Çetin, Deniz Barış, İbrahim Üzülmez – Gökdeniz Karadeniz, Volkan Arslan (87. Ergün Penbe), Serkan Balcı, İbrahim Toraman – Necati Ateş (66. Okan Yılmaz), Tuncay Şanlı Cheftrainer: Şenol Güneş | Türkei |
| Kolumbien                                                                        | 1:1 Hernández (63.) | 0:1 Şanlı (2.) 1:2 Yılmaz (86.) | Türkei |
| Kolumbien                                                                        | Martínez (33.) | Çetin (20.), Üzülmez (33.), Şanlı (57.), Çatkıç (89.) | Türkei |
| Sonnabend, 28. Juni 2003 um 18:00 Uhr in Saint-Étienne (Stade Geoffroy-Guichard) | | |        |
| Zuschauer: 18.237                                                                | | |        |
| Schiedsrichter: Mark Shield ( Australien)                                        | | |        |

## Finale

### Frankreich – Kamerun 1:0 n.GG
| Frankreich                                                           | Frankreich | Kamerun | Kamerun |
| -------------------------------------------------------------------- | --- | --- | ------- |
| Frankreich                                                           | \| Sonntag, 29. Juni 2003 um 21:00 Uhr in Saint-Denis (Stade de France) \| \| Zuschauer: 51.985 \| \| Schiedsrichter: Walentin Iwanow ( Russland) \| | \| Sonntag, 29. Juni 2003 um 21:00 Uhr in Saint-Denis (Stade de France) \| \| Zuschauer: 51.985 \| \| Schiedsrichter: Walentin Iwanow ( Russland) \| | Kamerun |
| Frankreich                                                           | Fabien Barthez – Willy Sagnol (76. Lilian Thuram), William Gallas, Marcel Desailly , Bixente Lizarazu – Ludovic Giuly, Olivier Dacourt (90. Olivier Kapo), Benoît Pedretti, Sylvain Wiltord (65. Robert Pires) – Djibril Cissé, Thierry Henry Cheftrainer: Jacques Santini | Carlos Kameni – Jean-Joël Perrier-Doumbé, Lucien Mettomo, Rigobert Song , Timothée Atouba – Geremi Njitap, Éric Djemba-Djemba, Valéry Mezague (91. Achille Emana), Modeste M’Bami – Mohamadou Idrissou, Pius N’Diefi (67. Samuel Eto’o) Cheftrainer: Winfried Schäfer ( Deutschland) | Kamerun |
| Frankreich                                                           | 1:0 Henry (98., Golden Goal) | | Kamerun |
| Frankreich                                                           | Dacourt (44.) | M'Bami (89.) | Kamerun |
| Sonntag, 29. Juni 2003 um 21:00 Uhr in Saint-Denis (Stade de France) | | |         |
| Zuschauer: 51.985                                                    | | |         |
| Schiedsrichter: Walentin Iwanow ( Russland)                          | | |         |